# Gignat
Gignat – miejscowość i gmina we Francji, w regionie Owernia-Rodan-Alpy, w departamencie Puy-de-Dôme.
Według danych na rok 1990 gminę zamieszkiwały 213 osoby, a gęstość zaludnienia wynosiła 61 osób/km² (wśród 1310 gmin Owernii Gignat plasuje się na 637. miejscu pod względem liczby ludności, natomiast pod względem powierzchni na miejscu 1028.).